# James Nagle
Pour les articles homonymes, voir Nagle.
James Nagle est un général de brigade américain. il est né le 5 avril 1822 à Reading, en Pennsylvanie, et est décédé le 22 août 1866 à Pottsville, en Pennsylvanie. Il est l'aîné des huit enfants de Daniel et Mary. Il est l'époux de Elizabeth Kaercher. Il est inhumé au Presbyterian Cemetery de Pottsville.

## Avant la guerre
James Nagle a suivi sa famille dans plusieurs villes pour atterrir à Pottsville en 1835. Du fait de ses pérégrinations, il a reçu une éducation rudimentaire et c'est donc très jeune qu'il entre dans la vie active en tant que peintre-tapissier. Très jeune, il voue une passion aux choses militaires certainement acquise en écoutant les histoires racontées par son grand-père paternel qui avait servi dans l'armée du général George Washington lors de la révolution américaine.
À 20 ans, il crée une milice de 83 garçons de Pottsville, tous âgés de moins de 25 ans à laquelle il donne le nom de "Pottsville Blues". 

### Guerre américano-mexicaine
Lorsque la guerre américano-mexicaine éclate en 1846, Nagle offre immédiatement les services de sa compagnie, appelée maintenant les "Washington Artillerists", laquelle est changée en compagnie B du 1er régiment de Pennsylvanie. Nagle est nommé capitaine de cette compagnie qui se bat avec courage et efficacité dans les différentes batailles auxquelles elle participe. En 1848, à la fin des hostilités, Nagle et ses hommes sont renvoyés dans leurs foyers,.
À leur retour, les courageux du comté de Schuylkill reçurent un accueil plus que chaleureux des habitants de Pottsville et une grande réception fut organisée en leur honneur le 24 février 1849. James Nagle y reçut une épée d'argent, plaqué d'or, avec une améthyste insérée dans la poignée, épée qui va le suivre sur tous les champs de bataille de la guerre de Sécession.
Nagle retourne alors à sa vie depeintre-tapissier. En 1852, il est élu sherrif du comte de Schuylkill et occupe ce poste jusqu'en 1861.

## Guerre de Sécession
En 1861, au début des hostilités, Nagle accepte un commandement du gouverneur Curtin pour servir 3 mois dans le 6e régiment d'infanterie de Pennsylvanie, en tant que colonel, laquelle est attachée à la 1re Brigade, département de Pennsylvanie, du colonel George Thomas, sous les ordres du général Robert Patterson. À la fin des 3 mois, Nagle est de nouveau sollicité par le gouverneur Curtin pour organiser un régiment qui servira pendant 3 ans ou le temps de la guerre. Le 10 septembre 1861, le 48e régiment d'infanterie de Pennsylvanie est officiellement créé avec, dans ses rangs, 4 frères de Nagle :
- Daniel, major, qui commandera plus tard le 173e régiment d'infanterie de Pennsylvanie
- Philip, capitaine, compagnie G
- Abraham, compagnie D
- Levi, orchestre du régiment

et une majorité des "Washington Artillerists".
Nagle participe alors à la seconde bataille de Bull Run et à la bataille d'Antietam à l'issue de laquelle il sera promu général de brigade. 
En juin 1863, il organise et commande le 39e régiment de Pennsylvanie avec lequel il combat à la bataille de Gettysburg.
En 1864, il commande le 149e régiment d'infanterie de Pennsylvanie avec lequel il protège Baltimore et le Maryland.

### Mémoire
En 1904, une poignée de vétérans du 48e régiment d'infanterie de Pennsylvanie font ériger dans le parc national d'Antietam, une statue à son effigie avec une épée de bronze pendu à son côté.

## Sources
- Article de Marylyne Pitz paru dans le Pittsburgh Post-Gazette (en anglais)